# Nogometni klub Neretvanac Opuzen
Il Nogometni klub Neretvanac Opuzen (in italiano Associazione Calcistica Neretvanac Fort'Opus), meglio noto come Neretvanac Opuzen, è una società calcistica croata con sede nella città di Fort'Opus.
Il nome "Neretvanac" indica gli abitanti della zona di Fort'Opus, località bagnata dal fiume Narenta (Neretva in lingua croata).

## Storia
Fondato nel 1932 da alcuni giovani entusiasti, nei primi anni di attività il club disputa solo incontri amichevoli. Il primo presidente del club è stato P. Zrnčić.
Nel dopoguerra il club si inserisce nelle competizioni ufficiali esordendo in tal senso l'11 agosto 1946 nella partita contro i rivali di sempre, il Neretva Metković. Il 1º febbraio 1976 si tiene un amichevole con l'Hajduk Spalato grazie ad un gioco ad estrazioni ad opera di Slobodna Dalmacija a cui, secondo le fonti dell'epoca, presero visione circa sei mila spettatori.
Negli anni della Jugoslavia socialista milita per molte stagioni nella Dalmatinska liga (campionato della Dalmazia) ed alla fine degli anni '80 raggiunge le Međurepubličke lige (leghe interrepubblicane, terza divisione).
Nei primi anni novanta del secolo scorso il club milita regolarmente in 2.HNL fino alla stagione 1994-1995 in cui retrocede in 3.HNL.
Vince per tre volte (2007, 2016 e 2021) la Kup Županijskog nogometnog saveza Dubrovačko-neretvanske županije (coppa della regione raguseo-narentana), vittorie che permettono al club di accedere al turno preliminare della coppa nazionale.
Nel 2017 il Neretvanac firma un accordo con l'Hajduk Spalato per una cooperazione commerciale e sportiva.

## Strutture

### Stadio
Il club inizialmente non aveva un proprio campo da gioco quindi l'attività sportiva veniva svolta sui prati mentre, dal 1950, disputa le partite interne nel Stadio Podvornica costruito dai giovani del posto. Nel 2007 grazie alla partnership con il Široki Brijeg furono impiantate le prime seggiole portando così la capienza a 1 000 spettatori.

## Palmarès

### Competizioni regionali
- Treća nogometna liga: 1

2006-2007 (girone Sud)

## Tifoseria

### Gemellaggi e rivalità
La rivalità più sentita è quella con la Neretva Metković in un derby (le due cittadine distano 8 km) chiamato "El Clasico". Vi è anche una rivalità minore con lo Jadran Ploče.